# Quarzitkuppe Liedberg
Das Naturschutzgebiet Quarzitkuppe Liedberg liegt auf dem Gebiet der Stadt Korschenbroich im Rhein-Kreis Neuss in Nordrhein-Westfalen. Das Gebiet umschließt den Ort Liedberg im  Südwesten der Stadt Korschenbroich hufeisenförmig auf der südlichen Seite. Im Norden verläuft die Bundesstraße B 230.

## Beschreibung
Das etwa 16 ha große Gebiet wurde im Jahr 1989 unter der Schlüsselnummer NE-010 unter Naturschutz gestellt.
Der Liedberg hat eine Ausdehnung von etwa 300 × 700 m und erhebt sich markant mit einer relativen Höhe von fast 30 m inselartig aus der niederrheinischen Tiefebene. Das Fachinformationssystem des Landesamtes für Natur, Umwelt und Verbraucherschutz beschreibt das Gebiet wie folgt:

„Der Hügel weist ein stark entwickeltes Kleinrelief auf, das auf einen frühereren [sic] Abbau der hier unter jüngerer Hauptterrasse anstehenden miozänen Quarzite zurückgeht. Überall finden sich offene Stellen (Erosionsrisse) am Hang. Es herrschen Stieleichen-Mischwälder mit einem mehr oder weniger hohen Anteil an Rotbuchen, Hainbuchen und einer Reihe weiterer Laubhölzer vor. Nadelhölzer (Lärche) finden sich nur lokal in geringer Zahl. In der Strauchschicht dominiert in weiten Bereichen Schwarzer Holunder, an vielen Stellen auch dichtes Brombeergestrüpp. Der West- und Südhang ist von einem Eichen-Hainbuchenmittelwald bestanden, der allerdings stark durchgewachsen ist (Stockausschläge). Weiterhin findet sich an dem "Gipfelweg" im Westen des Gebietes eine Buchenallee mit großen, alten Exemplaren. Auch sonst sind einige alte Buchen, Eichen und Linden vorhanden. Im Gebiet findet sich auch noch ein Bestand von Robinien, welcher durch gezielte Entnahme stark dezimiert wurde. Stellenweise werden Buchen, Stieleichen, Bergahorn und Eschen unter Schirm nachgepflanzt. Auf dem Gipfel liegt eine historische Wallanlage. Die geologische Situation und die historische Bergbaunutzung machen das Gebiet zu einem geowissenschaftlich und kulturhistorisch wertvollen Landschaftsbestandteil. Der alte Baumbestand mit einem hohen Totholzanteil machen das Gebiet zu einem wertvollen Brutrevier.“

Der Landschaftsplan erwähnt dazu, dass vor allem die vorhandenen Altholzbestände bzw. die alten, teilweise alleeartig vorkommenden Einzelbäume (vorwiegend Buchen) als Bruthabitate von dem Grünspecht, der Hohltaube, sogar von dem laut Roter Liste gefährdeten Pirol (RL 1) und der Nachtigall (RL 3) genutzt werden.

## Schutzziele
Schutzziele wurden formuliert:
- Die Erhaltung eines vielfältigen Waldbestandes unterschiedlicher Ausprägung mit bis zu 200-jährigen Buchen und Eichen.

- Die Erhaltung einer inselartig aus der Niederrheinebene herausgehobenen Erhebung als Rest der im Pleistozän entstandenen jüngeren Rhein-Hauptterrasse mit ihrem ausgeprägten Relief als regional bedeutsames geowissenschaftliches und kulturhistorisches Objekt.[1]

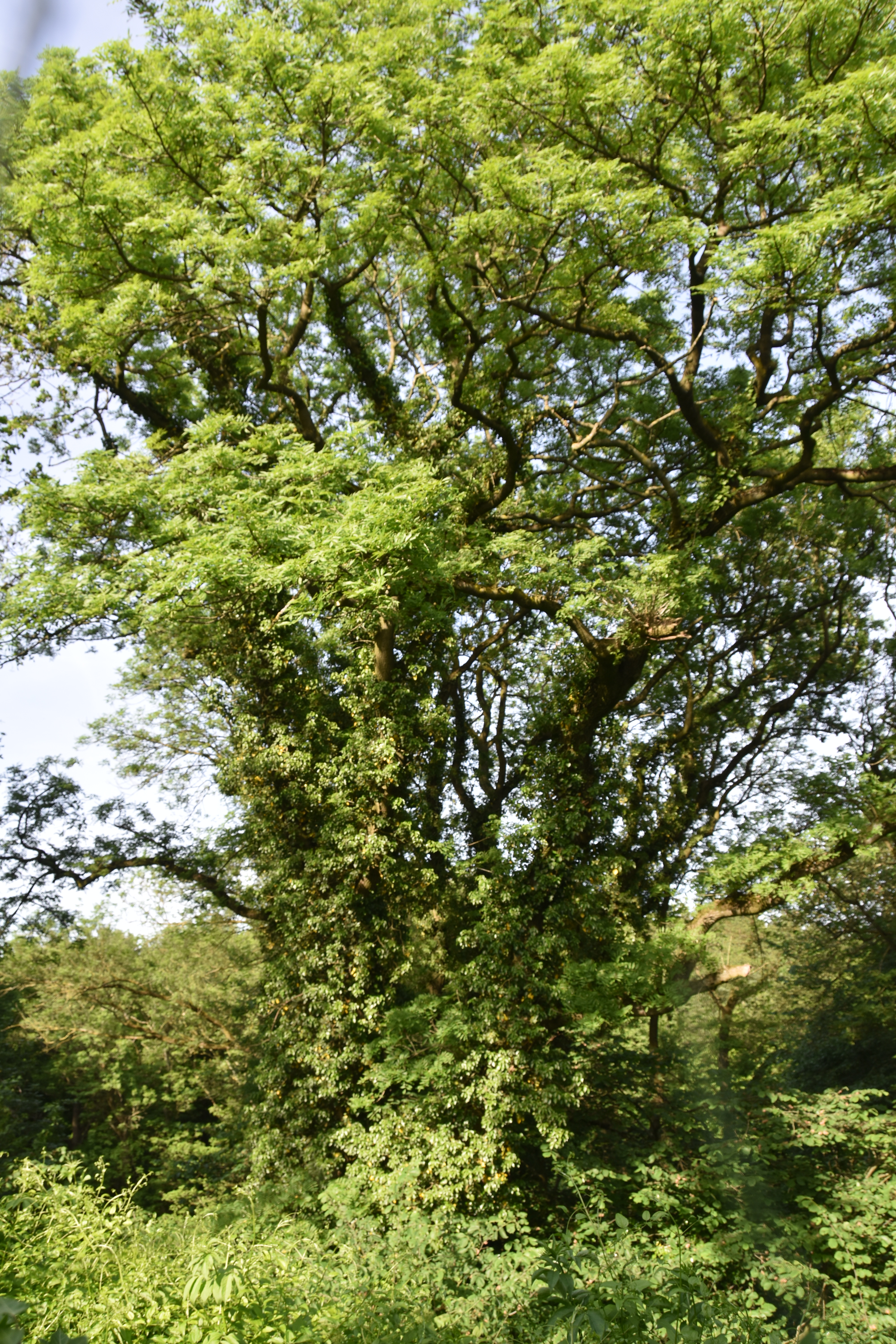
Bizarrer Altbaum
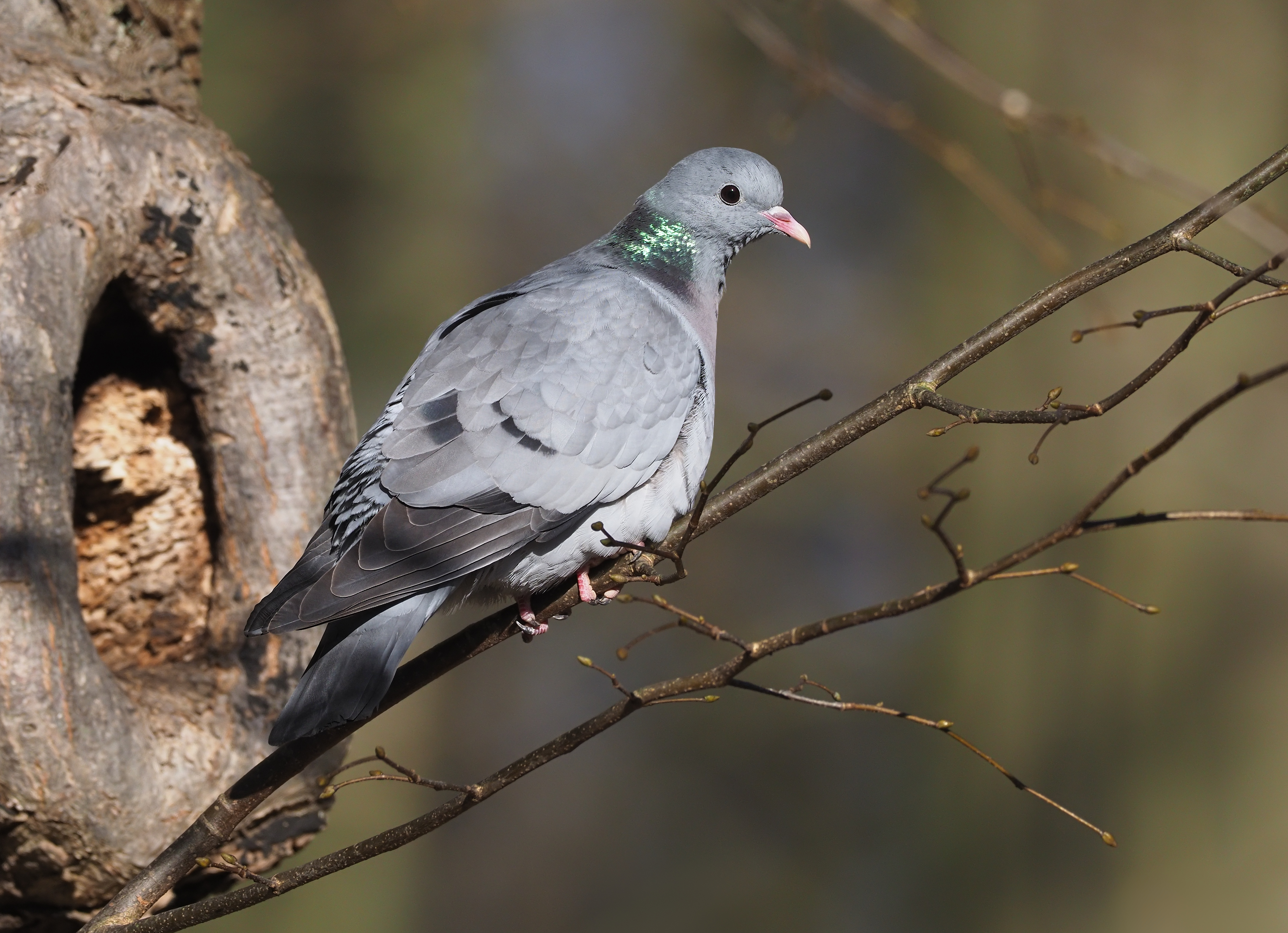
Die Hohltaube brütet in verlassenen Spechthöhlen
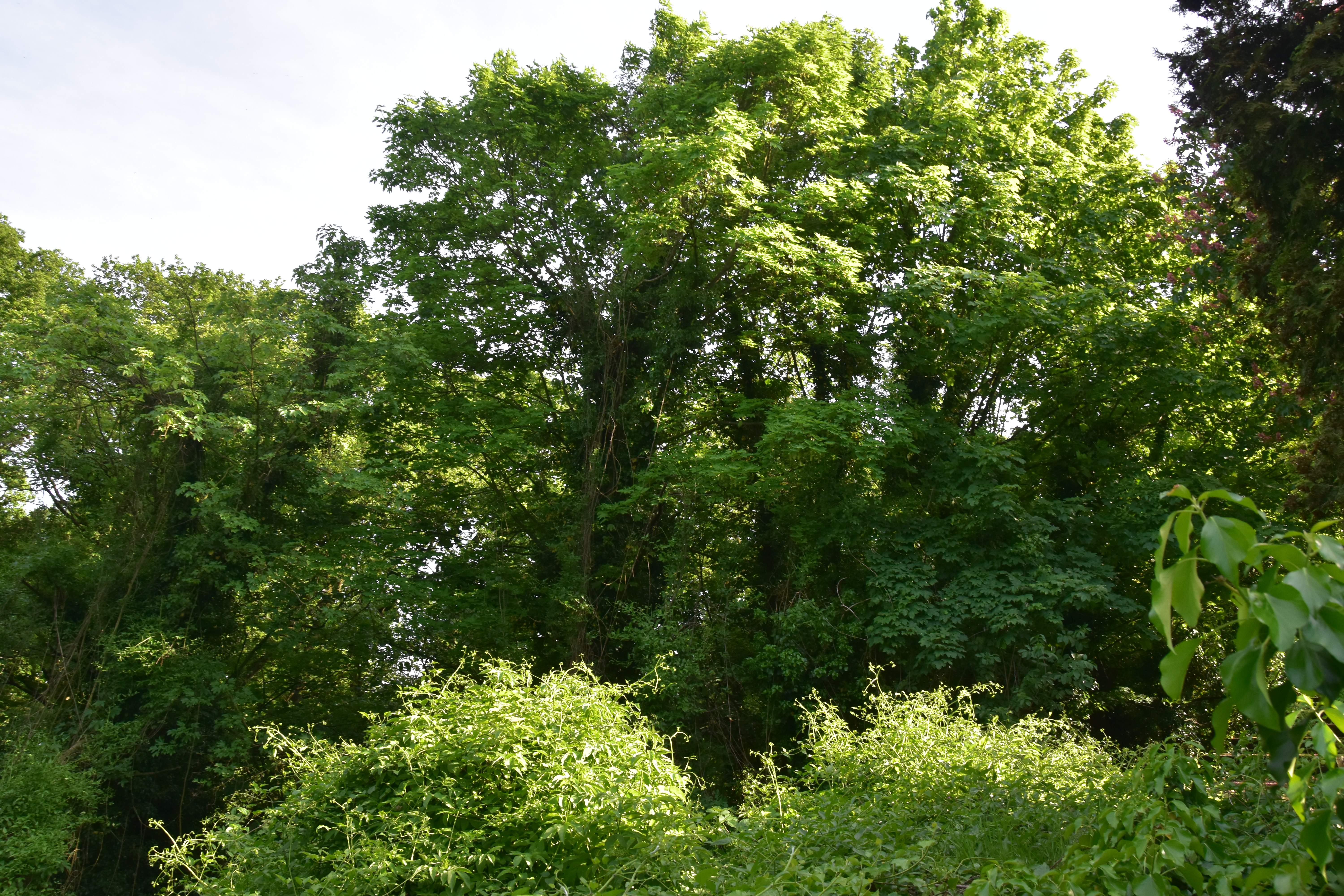
Naturnahe Waldkulisse
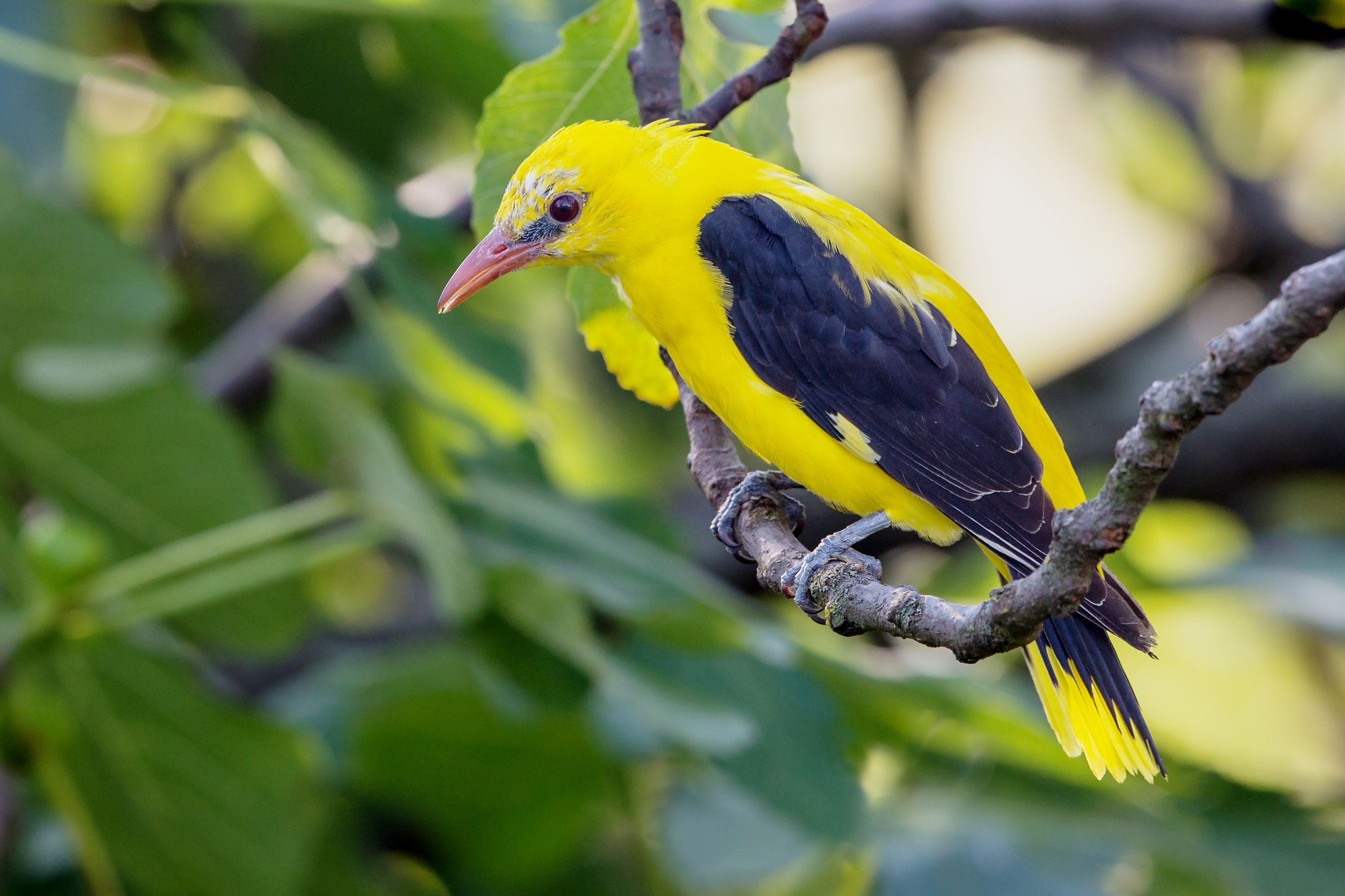
Der Pirol nistet versteckt hoch in Bäumen
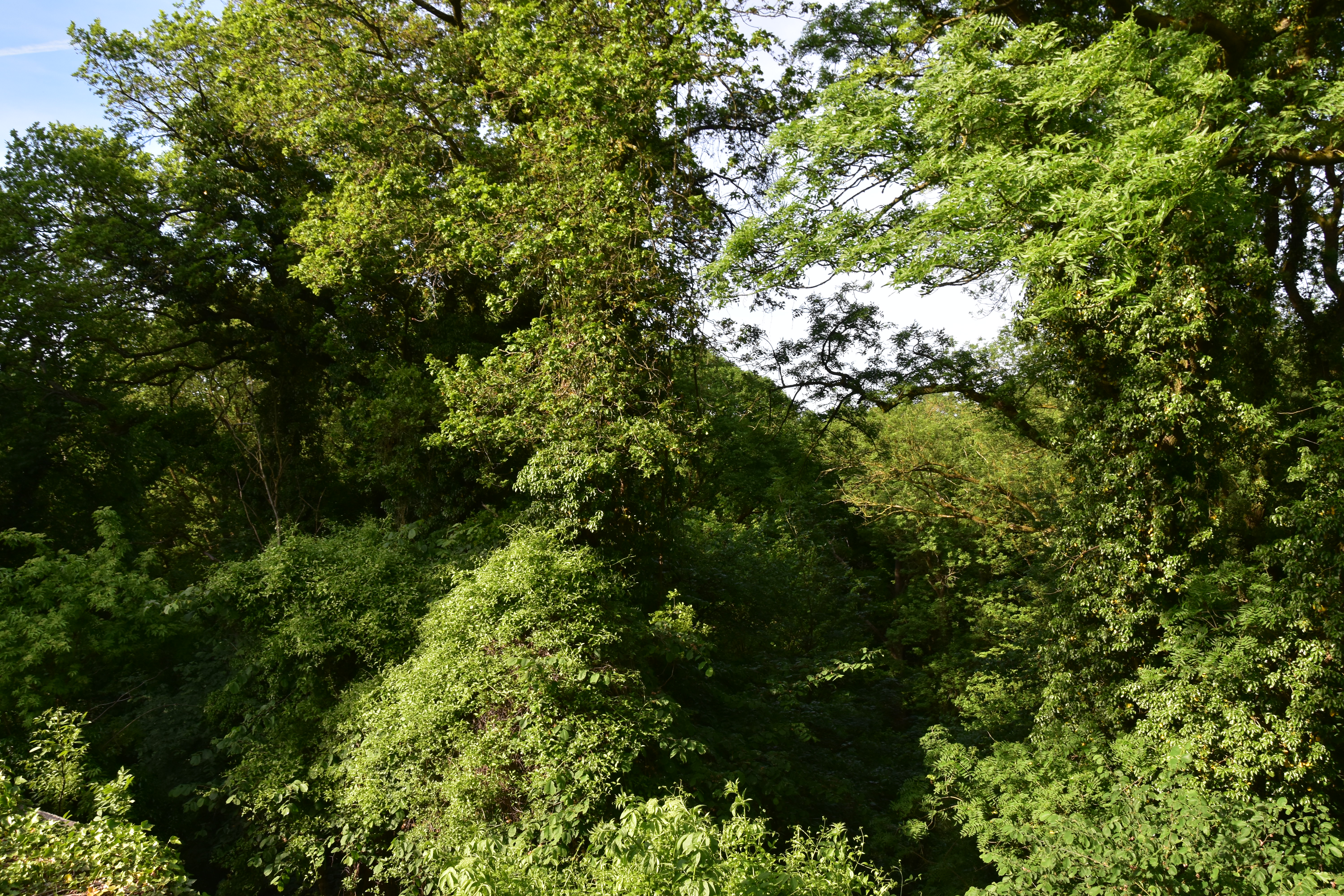
Brutvogel-Paradies
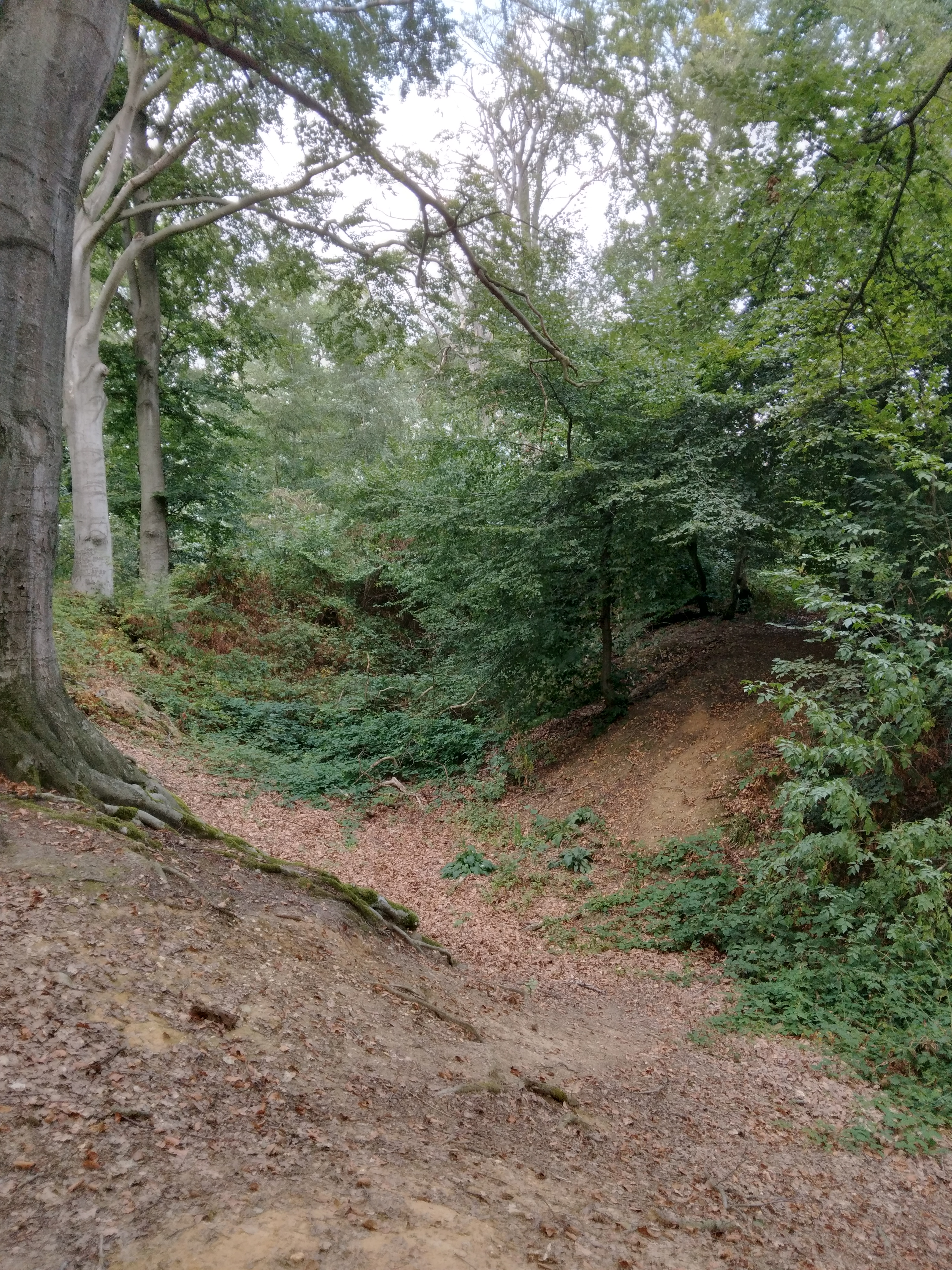
Die „Römerwacht“ auf dem Liedberg